# جناس مضارع
جناس مضارع در آرایه‌های ادبی از انواع جناس است که در آن دو کلمهٔ شبیه به هم یا متجانس، تنها در یک حرفِ قریب‌المخرج اختلاف داشته باشند و باقی حروف آن‌ها عین هم باشد. مانند «گام و کام» و «مثل حالی و خالی».
زیبایی این نوع جناس این است که کارکردی شبیه به سجع متوازی دارد و همین امر سبب انسجام هنری و زیبایی صوری دو متجانس و متعاقب آن شعر می‌شود. همچنینی تأمل و تلاش مخاطب برای پی بردن به قریب‌المخرج بودن حروف، بر لذت آن می‌افزاید.
مثال:
| علمی که ز ذوق شرع خالی است |  | حالی سبب سیاه حالی است |